# Try-Heart Corporation
Try-Heart Corporation es un estudio de cine pornográfico japonés.

## Información
Try-Heart comenzó a publicar vídeos bajo el sello Pink Drug al menos desde diciembre de 1995, y con códigos de producción del tipo SEA-xxx para el estudio Sexia ya en abril de 1997 con el vídeo Throbbing Kiss (ときめきＫｉｓｓ) protagonizado por Ao Amamai. Varias AV Idols trabajaron para Try-Heart en la década de 1990, entre ellas Kyōko Kazama, que protagonizó Super Breasts con el sello Pink Drug en 1996, Haruki Mizuno, que debutó con el sello Sexia en 1997, y Azumi Kawashima, que debutó en 1998.
Try-Heart Corporation, a través de su estudio SexiA, estaba considerada como una de las productoras audiovisuales "dominantes" y ya en febrero de 2001 estaba afiliada al grupo Kuki, que en su día fue la mayor agrupación de empresas audiovisuales de Japón. Try-Heart, junto con las demás empresas asociadas a Kuki, utilizaba el sitio web X City para las ventas y la publicidad de sus sellos SexiA y OFF SIDE. Al igual que otros miembros de la familia de empresas Kuki, Try-Heart pertenecía al grupo ético denominado en inglés Nihon Ethics of Video Association (NEVA). En 2004, Try-Heart abandonó NEVA y el grupo de empresas Kuki para unirse a otro grupo ético VSIC (Visual Software Contents Industry Coop.) y afiliarse al grupo de empresas Hokuto Corporation, que distribuye Sexia y otros vídeos de Try-Heart a través de su sitio web DMM.
En abril de 2005, ocho años después de la publicación del vídeo SEA-001 de SexiA en abril de 1997, Try-Heart publicó un vídeo de Sexia con el código de producción SEA-429, lo que supuso una media de unos 54 vídeos al año durante ese periodo. Sin embargo, en los últimos años, Sexia y Try-Heart han publicado muy pocos vídeos y la mayoría han sido recopilaciones de material anterior. Los sitios web oficiales de Try-Heart y SexiA sólo ofrecen vídeos en streaming y descargables de material antiguo, mientras que el sitio DMM (parte de Hokuto Corporation), que comercializa productos en DVD y vídeo publicados anteriormente, incluye más de 400 vídeos de SexiA.

## Organización

### Sellos
Algunos de los sellos en los que queda organizado Try-Heart Corporation son:
- Bad Boys
- Challenger
- Chao!!
- Diana
- OFF SIDE
- Pink Drug
- Pink Drug EX
- Pink Drug Stella

### Actrices
Algunas AV Idols del porno japonés que han actuado para el estudio han sido:
- Minori Aoi
- Cocolo
- Yumika Hayashi
- Honoka
- Anna Kaneshiro
- Azumi Kawashima
- Kyōko Kazama
- Eri Kikuchi
- Yui Miho
- Saki Ninomiya
- Asuka Sakamaki